# Khosrov I av Armenien
Khosrov I av Armenien, död 217, var regerande kung av Armenien mellan 191 och 217. 